# Bernard Foucher
Bernard Foucher, né le 6 février 1944 à Orléans et mort le 24 février 2020 dans la même ville, est un artiste français, auteur d’une œuvre mêlant peinture, sculpture, gravure, art du vitrail, mobilier liturgique et création de livres d’artistes.

## Biographie
Bernard Foucher naît le 6 février 1944 à Orléans.
Marqué par les conseils de son père et de ses oncles artisans, puis par sa rencontre avec Roger Toulouse en 1965, Bernard Foucher ne cesse de faire évoluer sa production, des premières toiles figuratives aux Ermitages (2009-2014), structures métaphysiques et utopiques, en passant notamment par les sculptures-signes en acier découpé d’Alphabet Existentiel ou encore les Empreintes des années 1990.
Parallèlement à ses recherches picturales et sculpturales, le vitrail occupe une place essentielle dans son œuvre. Il réalise de nombreux ensembles en dalles de verre aux ateliers de l’abbaye de Saint-Benoît-sur-Loire, entre 1973 et 1987, puis avec les Ateliers Loire entre 1988 et 2015 avec une nouvelle technique de cuisson des émaux, des grisailles et des pigments sur du verre industriel, ainsi que d’importantes commandes de mobilier liturgique, notamment pour l’abbaye de Léoncel (2000).
En 1999, il crée les éditions de livres d’artistes Alphabet Existentiel.
Bernard Foucher est mort le 24 février 2020.

## Œuvre

### Peinture et sculpture
Dans l’œuvre de Bernard Foucher, peinture et sculpture participent « d’un même élan ».
Aux premières toiles de la fin des années 1960, peuplées de figures anthropomorphes (Existos), répondent les Stèles, sculptures monumentales en bois, qui déboucheront sur l’Alphabet existentiel, ensemble de sculptures-signes en acier découpé.
Dans les années 1970, les Cités, inspirées des Citadelles d’Antoine de Saint-Exupéry, annoncent à la fois les peintures noires, compositions enchevêtrées laissant percevoir une vie « par des trous, des petites fenêtres », et les Habitacles, évocations en bois de lieux de vie utopiques, à la lisière entre sculpture et architecture. Cette recherche de verticalité et de suspension se prolonge, plus tard, avec les Arbres en inox (années 2000) et les Ermitages à partir de 2009. La peinture conserve une place centrale, des paysages oniriques à l’huile du milieu des années 1970 aux Toiles libres à l’acrylique à la fin des années 1990, que l’on peut « rouler, déplacer installer dans différents lieux ».
Si les médiums dialoguent et se nourrissent mutuellement, ils peuvent aussi fusionner. En témoignent, par exemple, les Enchâssures, à partir de 1995, célébrant l’association du végétal (bois), du minéral (marbre) et de la toile.

### Vitrail et art sacré
Bernard Foucher commence à créer des vitraux en 1973 dans le cadre de sa collaboration avec le monastère de Saint-Benoît- sur-Loire, laquelle dure jusqu’en 1987. Durant cette période, il participe à plus de cinquante chantiers : à Saint-Benoît-sur-Loire, Tulle, Cublac (Corrèze), Mornac (Charente), Versailles et Paris, pour la Congrégation des petites sœurs de pauvres. À la fermeture de l’atelier monastique, il poursuit l’exploration de ce médium aux côtés des Ateliers Loire de Chartres, de 1988 à 2015. Il y conçoit, notamment, un ensemble de vitraux pour l’église Notre-Dame-des-Foyers à Orléans (2004), en hommage aux moines de Tibhirine.
En parallèle, Bernard Foucher reçoit de nombreuses commandes d’art sacré et de mobilier liturgique. Il produit autels, ambons, tabernacles, calices, sculptures du Christ et de la Vierge, vases sacrés, burettes pour l’abbaye de Saint-Benoît-sur-Loire, l’abbaye de Léoncel (Drôme) et le Monastère de Bouzy-la-Forêt, pour lequel il réalise également un ensemble de vitraux sur le thème de la Genèse (2014-2015).
Son activité de créateur de vitraux est indissociable du reste de sa production artistique.

### Livres d'artiste
Bernard Foucher rencontre le poète Michel Lagrange en 1994 après que ce dernier lui a envoyé un poème inspiré d’une sculpture en bronze représentant Saint Benoît, devant l’Abbaye de Saint-Benoît-sur-Loire. Suit une correspondance assidue de laquelle naît en 1999 le premier livre d’artiste des éditions Alphabet Existentiel, Parole du geste, fort de gravures sur bois et d’inclusions en bronze, avec le concours de l’imprimeur-typographe Jean Hofer. Un deuxième projet, Les Vérités d’un fleuve, alliant un texte de Michel Lagrange sur la Loire et des aquarelles originales de Bernard Foucher, voit le jour en 2000. La collaboration entre les deux hommes se poursuit sous la forme de « livres-sculptures », les textes étant mis en scène dans l’espace, à l’image de Mémorial fin de siècle (2001), hommage aux victimes de l’ex-Yougoslavie.
D’autres ouvrages permettent à Bernard Foucher d’explorer « la résonance entre le texte et l’intervention plastique », tels que Outre-bleu et Outre-miroir, avec Hélène Cadou (2003), La nuit réserve d’être, avec les poèmes de Charles Péguy (2006), et Quand le tu se tait, avec Bernard Noël (2008).

## Expositions monographiques (sélection)
Expositions monographiques (sélection)
- 1972 : Centre culturel, Corbeil-Essonnes
- 1974 : Galerie Espace 2000, Bruxelles (Belgique)
- 1975 : Maison de la culture, Orléans
- 1976 : Galerie Hélène Appel, Paris
- 1981 : Galerie Aux couleurs du temps, Saint-Benoît-sur-Loire (Loiret)
- 1982 : Galerie Lacy, Orléans
- 1983 : Espace Jeanne Guesnier, Paris
- 1985 : Château de Palluau (Indre)
- 1986 : Galerie Aux couleurs du temps, Saint-Benoît-sur-Loire (Loiret)
- 1990 : Musée de Tulle
- 1991 : MAC 2000 Grand Palais, Paris
- 1993 : Collégiale Saint-Pierre-le-Puellier, Orléans
- 1995 : MAC 2000 Grand Palais, Paris
- 1997 : Aéroports de Paris, ADP Orly Sud
- 1998 : Espace art contemporain, Liège (Belgique)
- 1999 : Musée de Châtillon-sur-Seine (Côte-d'Or)
- 2000 : Bibliothèque de Dijon
- 2000 : Abbaye de Léoncel (Drôme)
- 2001 : Galerie Maddy Marin, Megève (Haute-Savoie)
- 2001 : Collégiale Saint-Pierre-le-Puellier, Orléans
- 2001 : Maison Max Jacob, Saint-Benoît-sur-Loire
- 2003 : Librairie Les Temps modernes, Scène nationale, Carré Saint-Vincent, Orléans
- 2006 : Musée des Beaux-Arts, Orléans
- 2006 : Église Saint-Germain, Sully-sur-Loire (Loiret)
- 2006 : Médiathèque, Albi
- 2009 : Espace Desfriches et bibliothèque, Olivet (Loiret)
- 2010 : Centre d’art contemporain, Chamalières (Puy-de-Dôme)
- 2012 : Mairie du 3e arrondissement, Paris
- 2015 : Bibliothèque de Semoy (Loiret)
- 2016 : Collégiale Saint-Pierre-le-Puellier, Orléans
- 2022 : Galerie La Tour Saint-Etienne, Orléans[13]
- 2023 : Galerie Six Elzévir, Paris[14]
- 2025 : Cathédrale Notre-Dame, Espace culturel, Créteil[15]